# Сан-Джованни-Иларионе
Сан-Джованни-Иларионе (итал. San Giovanni Ilarione) — коммуна в Италии, располагается в провинции Верона области Венеция.
Население составляет 4868 человек, плотность населения составляет 195 чел./км². Занимает площадь 25,31 км². Почтовый индекс — 37035. Телефонный код — 045.
Покровительницей коммуны почитается святая Екатерина Александрийская. Праздник ежегодно празднуется 25 ноября.